# Franz von Holstein

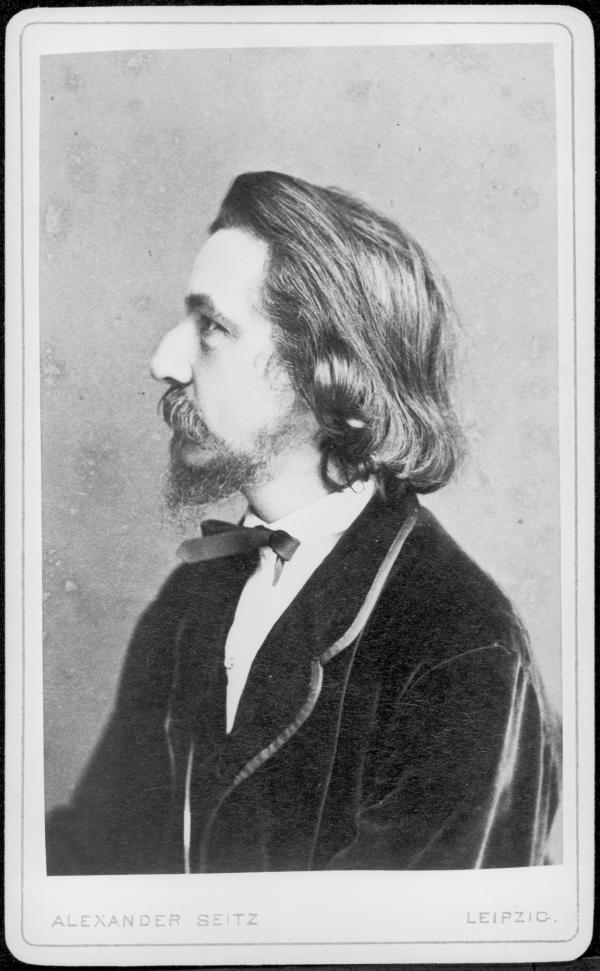
Franz von Holstein (1874).

Franz Friedrich von Holstein, född 16 februari 1826 i Braunschweig, död 22 maj 1878 i Leipzig, var en tysk tonsättare. 
Efter att först ha varit militär och blivit löjtnant övergick von Holstein 1853 till tonkonsten och studerade för Moritz Hauptmann. Han var verksam som kompositör; bäst lyckades han med tre operor – till vilka han själv skrev texterna –, nämligen Der Haideschacht (1868), Der Erbe von Morley (1872) och Die Hochländer (1876). Dessutom skrev han flera ouvertyrer, kammarmusik, diverse sångsaker, ävensom Nachgelassene Gedichte (1880). Han och hans hustru stiftade ett ansenligt legat för obemedlade musikstuderande.